# Cirkusz (film)
A cirkusz (eredeti cím: The Circus) 1928-ban bemutatott amerikai fekete-fehér némafilm. Charlie Chaplin írta, rendezte, emellett a zenét is ő szerezte és főszereplője is volt. Ez a film hozta meg Chaplinnek pályafutása első Oscar-díját.

## Cselekmény
A Csavargót egy félreértés miatt üldözőbe veszi a rendőrség. Ő pedig a közeli Cirkuszban találja magát, ahol megzavarja az előadást. Az igazgató döbbenetére azonban a közönségnek tetszik a "produkció". Az igazgató úgy dönt felveszi a Csavargót. Ő megismerkedik a főnök lányával, Mernával, akit zsarnok apja egy elrontott produkció miatt éheztet. A kis Csavargó megosztja vele szerény ebédjét, és kettőjük között barátság szövődik.
A Csavargónak azonban nem mennek a produkciók. Csak akkor tudja megnevettetni a közönséget ha véletlenül kerül a porondra. Időközben új akrobata érkezik a cirkuszhoz és beleszeret Mernába. A Csavargó féltékeny lesz, és elkezdődik a rivalizálás. Hamarosan rájön azonban, hogy úgy szerezhet örömet a lánynak, ha lemond róla.

## Szereplők
- Charles Chaplin – A Csavargó
- Al Ernest Garcia – cirkuszigazgató
- Merna Kennedy – Merna, az igazgató lánya
- Henry Bergman – öreg bohóc
- Harry Crocker – Rex
- George Davis – bűvész
- John Rand – bohóc

## Díj
- Oscar-díj (1929)
  - díj: Charles Chaplin (Életműdíj)

Chaplint 1929-ben eredetileg a filmben nyújtott alakításáért a legjobb színész kategóriában jelölték a Filmművészeti és Filmtudományi Akadémia díjára az Academy Award-ra. Az Akadémia később azonban úgy döntött, hogy Chaplint kiveszi a jelöltek közül, és a Cirkusz című filmben nyújtott komplex teljesítményét egy különdíj formájában kívánja elismerni. Az Életműdíjat a film rendezéséért, megírásáért, elkészítéséért valamint a filmben nyújtott alakításért együttesen kapta. A döntésről az Akadémia levélben értesítette Chaplint 1929 februárjában.